# Jean Prévost (homme politique)
Pour les articles homonymes, voir Jean Prévost et Prévost.
Jean Prévost (baptisé François-Jean-Berchmans Prévost) (Sainte-Scholastique, 17 novembre 1870 - Montréal, 22 juillet 1915 à l'âge de 44 ans) est un homme politique québécois. Il a été député de Terrebonne de 1900 à 1915 et ministre de la Colonisation, des Mines et des Pêcheries dans le gouvernement de Lomer Gouin.

## Biographie
Avocat de formation (Université Laval à Montréal), Prévost a été admis au Barreau du Québec en 1894.  Il exerça sa profession pendant une dizaine d'années dans la ville de Saint-Jérôme. Passionné d'écriture, il devient directeur du journal l'Avenir du Nord où il publiera plusieurs de ses textes. Il fit aussi plusieurs séjours en Europe.

### Les débuts au Parti libéral
Prévost commença à s'impliquer au Parti libéral du Québec vers la fin du XIXe siècle. Il sera président de l'association de comté de Terrebonne avant de s'y présenter comme député aux élections de 1900. Il remporta la victoire par 20 voix dans ce fief du Parti conservateur du Québec. Il a été réélu à l'élection suivante, pour être nommé, en 1905, au poste de ministre de la Colonisation, des Mines et des Pêcheries dans le gouvernement Gouin.

Il quitte son poste le 30 septembre 1907. Dans sa lettre de démission, Prévost évoqua la controverse dans laquelle il était plongé : 

« Depuis quelques mois, je suis en butte aux attaques les plus violentes de la part des adversaires du gouvernement, qui ont fait publier dans les journaux, au sujet de l'administration de mon département, des accusations diffamatoires. [...] Je comprends, d'après les conversations que nous avons eues ensemble à ce sujet, que, tout en reconnaissant l'honnêteté de mon administration, vous ne pouvez être qu'ennuyé de ces attaques continuelles contre un de vos ministres, [...] »

Prévost était accusé de corruption dans l'exercice de ses fonctions par le candidat qu'il avait défait lors des dernières élections, Olivar Asselin. Asselin avait utilisé son journal le Nationaliste pour faire ses accusations.

### Un séjour dans l'opposition
À la suite de l'élection suivante, où Jean Prévost sera réélu, Lomer Gouin le place du côté des banquettes  de l'Opposition officielle à l'Assemblée nationale. Bien que le premier ministre ait justifié cet acte par la volonté de « lui permettre de lui dire les choses en face », il semblerait que Prévost ait été opposés à certaines politiques du gouvernement. Il aurait critiqué la politique de Gouin en matière de colonisation avant les élections, sans toutefois se faire interdire de se présenter sous la bannière libérale. Il siégera donc en tant que libéral-indépendant et sera réélu à ce titre aux élections de 1912. Durant son séjour dans l'opposition, il s'alliera fréquemment avec les nationalistes d'Henri Bourassa et formeront, aux dires de plusieurs, une opposition particulièrement vigoureuse,. Ironiquement, Olivar Asselin était l'un des fondateurs de ce parti. Durant son mandat, il dénoncera notamment l'ex-député de Bonaventure, John Hall Kelly, d'avoir commis un délit d'initié. Un comité fut créé pour faire la lumière sur ces accusations, mais ses travaux n'aboutirent jamais. Il sera aussi le premier à adresser une question à l'Assemblée législative au gouvernement Gouin au sujet de l'affaire Mousseau-Bérard-Bergevin.
Jean Prévost a été un défenseur, tout au long de sa carrière politique de la gestion commune de la colonisation et des forêts. À l'époque, le ministre responsable de la colonisation devait s'assurer de peupler le territoire québécois. Prévost se plaignait qu'en l'absence des responsabilités sur la gestion de forêts, le ministre n'avait pas tous les pouvoirs nécessaires pour être efficace dans ses actions,.

## La famille Prévost
Plusieurs membres de la famille Prévost se sont impliqués en politique. Son père, Wilfrid Prévost, a été membre du Conseil législatif du Québec et député à la Chambre des communes du Canada. Son oncle, Gédéon-Mélasippe Prévost, a été député provincial du district de Terrebonne (avant la confédération) et maire de la même ville. Finalement, son cousin, Jules-Édouard Prévost, a été député à la Chambre des communes du Canada et sénateur fédéral.